# (3538) Nelsonia
(3538) Nelsonia es un asteroide perteneciente al cinturón de asteroides, descubierto el 24 de septiembre de 1960 por Cornelis Johannes van Houten en conjunto a su esposa también astrónoma Ingrid van Houten-Groeneveld y el astrónomo Tom Gehrels desde el Observatorio del Monte Palomar, Estados Unidos.

## Designación y nombre
Designado provisionalmente como 6548 P-L. Fue nombrado Nelsonia en homenaje a “Elisabeth Nelson” que formó parte del equipo de los observatorios Observatorio de Heidelberg-Königstuhl y el Instituto Max-Planck de Astronomía.